# 芝瑞镇
芝瑞镇，是中华人民共和国内蒙古自治区赤峰市克什克腾旗下辖的一个乡镇级行政单位。

## 行政区划
芝瑞镇下辖以下地区：
大院村、长胜村、上头地村、下头地村、兴华村、上柜村、马架子村、合胜村、永兴村、华兴村、广兴源村、大兴永村、永丰村、富盛永村、萨仁沟村、先锋村和联合村。